# Tagliatelle
Tagliatelle és tagliolini (az olasz tagliare szóból származik, jelentése: ’vágni’, kiejtése kb. „táljátelle”) egy tradicionális tészta Olaszországból, Emilia-Romagna és Marche régiókból. A tagliatelle hosszú, lapos szalag formájúra vágott tészta, hasonlít a fettuccinéhoz és általában 6,5–10 mm széles. A tagliatellét számos szósszal lehet tálalni, bár a klasszikus a Bolognese szósz. A tagliolini egy másik fajta tagliatelle, ami hosszú és henger alakú. 
A tagliolini és a tagliatelle tészták tojással készülnek. A hagyományos arány 1 tojáshoz 100 g liszt. 
A bavette vékonyabb, mint a tagliatelle, még vékonyabb a bavettine.

## Származása
A legenda szerint a tagliatellét egy tehetséges udvari séf alkotta, akit erre Lucrezia d'Este Annibale II Bentivoglióval való 1487-ben kötött házassága alkalmából öltött hajviselete ihletett. Valójában ez egy vicc, mely Augusto Majani humoristától származik 1931-ből.  
Az eredeti recept neve: tagliolini di pasta e sugo, alla maniera di Zafiran (tagliolini tészta és szósz Zafír módra), és ezüst tányérokon tálalták. Az évek alatt a tagliatelle egyszerűbb, hétköznapi étellé vált. A Bolognai Kereskedelmi Kamarában, egy üvegtárlóban  tartják a tagliatelle arany példányát.

## Tálalási javaslat

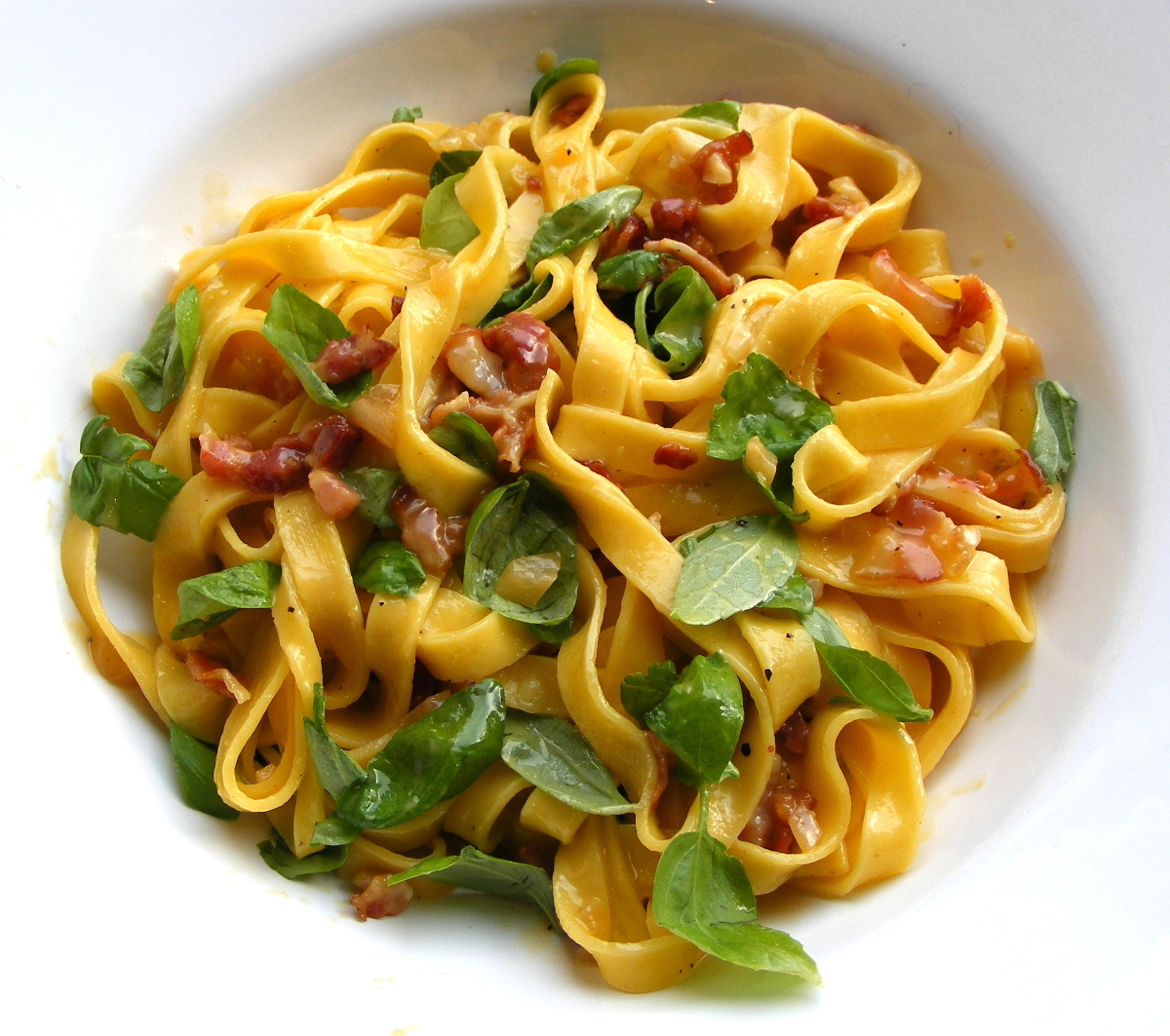
Tagliatelle Carbonara

Mivel a tagliatelle friss tésztaként készül, anyaga pórusos és kemény, ideális sűrű szószokhoz, marhához, borjúhoz, disznóhoz, alkalmanként nyúlhoz, akárcsak számos más kevésbé gazdag, inkább vegetariánus változathoz, mint briciole e noci (morzsával és magokkal), uovo e formaggio (tojással, sajttal), kevésbé gazdag carbonara, vagy egyszerűen pomodoro e basilico (paradicsommal és bazsalikommal).